# Loeiz Herrieu
Pour les articles homonymes, voir Henrio.
Loeiz Herrieu, ou Louis Henrio comme orthographié à l'état civil, né le 27 janvier 1879 à Lanester (à l'époque intégrée dans la commune de Caudan) (Morbihan) et mort le 22 mai 1953 à Auray, est un écrivain en breton vannetais, surnommé Er Barh Labourér (« Le barde paysan »). Fils de cultivateur, le vannetais était sa langue maternelle. Il tient lui-même une ferme successivement à Lanester et à Hennebont avant de finir sa vie à Auray.

## Biographie
C'est à Lorient que dès 1898 Louis Henrio fréquente l'équipe du Clocher breton, la revue bilingue littéraire de Madeleine Desroseaux et René Saib, où il va écrire lui-même à partir de 1902. Commence alors un engagement de toute une vie en faveur de sa langue maternelle et de sa culture. Il n'a aucun diplôme : c'est en autodidacte qu'il se met à étudier (sa bibliothèque compte 4 000 ouvrages en 1944), à écrire, à collecter des chants populaires.
En 1902, il entre à la Gorsedd de Bretagne. Plus tard, il voyage au Pays de Galles et en Écosse pour des rassemblements interceltiques.
En janvier 1905, aux côtés d'André Mellac, il crée la revue mensuelle Dihunamb, entièrement en vannetais et il participe au Recueil de mélodies bretonnes recueillies dans la campagne d'Henri Guillerm où paraissent une douzaine de chants vannetais (en 1905, Guillerm publie également un recueil de 25 chansons du pays de Cornouaille). Avec H. Guillerm, il publie également à Quimper en 1911 des Mélodies Bretonnes.
En 1906, il crée Le Réveil Breton qui devient Le Pays Breton avant de disparaître en 1914. En 1908, il entre au conseil municipal de Lorient. En 1910, il épouse Louise Le Méliner, qui devient aussi sa collaboratrice, rapportant de ses collectages beaucoup de chansons. Il fait partie de l'Union régionaliste bretonne (URB), mais la quitte en 1912, en même temps que Maurice Duhamel, Émile Masson, Camille Le Mercier d'Erm, François Vallée, pour créer la Fédération régionaliste de Bretagne qui ne survit pas à la guerre. 
Sous-officier dans l'infanterie territoriale pendant les cinq ans de la guerre de 1914-1918, il raconte son expérience dans Kamdro an Ankeu. Durant toute cette guerre, il écrit plus d'un millier de lettres à son épouse. 
Entre les deux guerres mondiales, il poursuit son action : travail de collectage, organisation de concours de breton dans les écoles, et bien sûr reprise de la revue Dihunamb, créant les Éditions Dihunamb. Il organise en 1928, avec le barde Jean-François-Marie Jacob et André Mellac, la gorsedd de Locmariaquer.
Pendant la Seconde Guerre mondiale, il est un responsable local du parti national breton et se trouve être l'un de ses membres influents dans le Morbihan. À l'issue du conflit, il est, ce que confirme sa petite-fille Anna, accusé d'appartenir au Parti nationaliste breton, ayant publié des articles dans L'Heure bretonne. Condamné à 20 ans d'indignité nationale en 1945, il est amnistié le 15 janvier 1952 par l'application de l'article 6 de la loi du 5 janvier 1951.

## Postérité

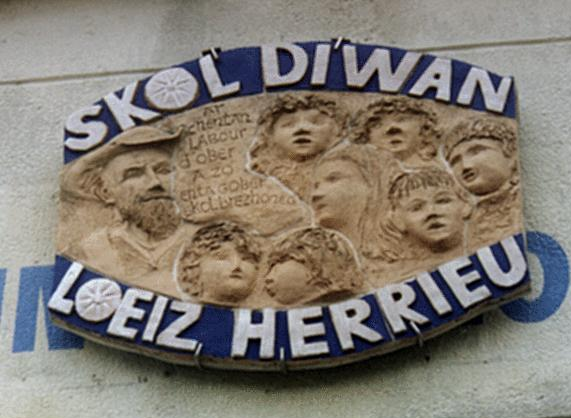
L'école Diwan Loeiz Herrieu de Lorient

Il est le père de l'abbé Meriadeg Herrieu, auteur d'une méthode et d'un dictionnaire de vannetais. Un autre de ses fils, Armel Herrieu, a participé à la création du Festival interceltique de Lorient. Ces deux fils, dans les notices qu'ils lui consacrent (l'un dans sa méthode de vannetais, l'autre en préfaçant la réédition des Chansons populaires), ne reviennent pas sur son activité durant la Seconde Guerre mondiale.
Le nom  de Loeiz Herrieu a été donné à l'école Diwan de Lorient, avant d'en être retiré du fait de ses écrits pendant la Seconde Guerre mondiale.

## Publications
- Dihunamb, revue en langue bretonne créée à Lorient par Loeiz Herrieu, publiée de 1905 à 1914 puis, après une interruption, de 1921 à 1944.

- Eit Farsal, groeit dré er Barh Labourér ; Lorient, Le Bayon, 1900.
- Ketan Fesken (Première gerbe)... Er flip, Ur fest ; Men Dous. Lorient : impr. de A. Cathrine, 1902. 16 p.
- Chomamb Breihis. Guerzen en inéanneu ; En Oriant, Le Bayon, 1904.
- Kerhet de Bariz, pehig hoari é diù loden, groeit aveit er skolieu ; Lorient, Dihunamb, 1906.
- [Collab. à :] Istoér Breih, pe Hanes ar Vretoned. Lorient, Dihunamb, 1910. 377 p. [Histoire de Bretagne ; ouvrage collectif.]
- Gwerzenneu ha sonenneu Bro-Gwened (Chansons populaires du pays de Vannes), 97 chants recueillies et publiées avec textes bretons et traduction française... Airs notés [et introduction : vol. 3] par Maurice Duhamel. Paris, Rouart, Lerolle et Cie, 1911, 1912, 1930. 3 vol.
  - Rééd. (intégrale?) : Lorient: Festival interceltique de Lorient, 1997. 1 livre (185 p.) + 1 CD.
- Le Breton usuel (dialecte de Vannes), ou Manuel français-breton contenant un précis de grammaire, des listes alphabétiques de mots usuels, des conversations. Lorient, Dihunamb, 1912.
  - 2e édition complétée : Lorient, Dihunamb, 1934. 386 pp.
- Buguléz Kerdored (e Meheuen 1792). Péh hoari e ter loden ar amzér en Dispeah é Lanngedig. Lorient, E. Le Bayon, 1913, 48 pp.
- Fest e zo ! Fal foéraj ; Lorient, Dihunamb, 1931.
- Ar bont er Velin ; Lorient, Dihunamb, 1937.
- Tud brudet hor bro-ni, get en abad Bourser, en abad P. Er Go, en tad P. M. Guilloux, en abad Heneu, en I. Loeiza Herrieu ha Loeiz Herrieu. Hennebont: Dihunamb, 1937. II-216 pp, musique. [Personnages célèbres de Bretagne.]
- La Littérature bretonne depuis les origines jusqu'au XVIIIe siècle. Conférence faite au Cercle breton de Lorient, le 26 mars 1938. Lorient, Dihunamb, 1938. 32 pp [ébauche de l'ouvrage publié en 1943].
- De hortoz kreisnoz, filajad en nédeleg skeudennet get Xavier Haas, Xavier de Langlais, Raoul Perrin hag en oberour. Lorient, Dihunamb, 1942, XL-305 p., fig., musique.[Nouvelles.] Dont la suivante:
- La merveilleuse dame de Trécesson, écrit en Breton vannetaise, 1942, extrait d'un recueil de contes et d'histoires pour la veillée de Noël  intitulé :  De sortie Kreisnoz (En attendant minuit) , conte.
- La Littérature bretonne depuis les origines jusqu'au XXe siècle, suivie d'extraits traduits des meilleurs auteurs ; Hennebont, Dihunamb, 1943, 231 pp (en français : Par littérature bretonne, il convient de désigner seulement la littérature de langue bretonne (…) L'auteur, pensant que ce travail pourrait rendre quelques services aux jeunes, n'a pas cru devoir se dérober à leurs instances, malgré le désagrément qu'il éprouve à se servir d'une langue qui n'est pas la sienne.)
- Dasson ur galon, gwerzenneu. Skeudennet ged Padrig Guérin = Résonances d'un cœur, poèmes bretons. Illustrations de Patrick Guérin. [Av.-pr. de Pier Tual.]. Pontivy, Dihunamb, 1957. XVI-255 pp (éd. bilingue).
  - Autre éd., sans trad. : Brest, Brud Nevez, 1983, 144 pp.
- Kammdro an Ankoù; aozet evit an embann get François Louis, Brest, Al Liamm, 1994. 317 p., ill. 
  - Traduction française : Le Tournant de la Mort, par Gabriel Le Mer, Frédéric Le Personnic, Julien Prigent ; [Plessala], Association "Bretagne 14-18", 2002, 250 pp. [Correspondance durant la Première Guerre mondiale ; publ. posthume.]

## Archives
Un Fonds Loeiz Herrieu a été confié en 1991 en dépôt au Centre de recherche et de documentation sur la littérature orale de Kernault (Centre de recherche bretonne et celtique, Université de Bretagne occidentale). La famille en a fait donation au CRBC en 2012 ; ce fonds, qui comprend des ouvrages et des archives, est dorénavant disponible à la Bibliothèque Yves Le Gallo.